# Tenor Conclave
| Recensione | Giudizio |
| ---------- | -------- |
| AllMusic   | [ 1 ]    |

Tenor Conclave è un album discografico di Hank Mobley, Al Cohn, John Coltrane e Zoot Sims pubblicato nel 1957; venne ripubblicato nel 1963 e attribuito al solo Coltrane per sfruttare il crescente successo di quest'ultimo.  

## Descrizione
Il disco venne registrato nello studio di Rudy Van Gelder di Hackensack, New Jersey, e pubblicato originariamente nel 1957. Quando negli anni sessanta la fama di Coltrane crebbe in maniera considerevole travalicando i semplici confini del jazz, la Prestige Records, parecchio tempo dopo che il musicista aveva smesso di incidere per l'etichetta, assemblò insieme svariate registrazioni degli anni cinquanta, spesso scegliendo quelle dove Coltrane suonava solo in qualità di sideman, e le ripubblicò confezionate come nuovi album di Coltrane a tutti gli effetti. La copertina della versione originale dell'album, mostra quattro tenorsassofonisti: Coltrane, Hank Mobley, Al Cohn, e Zoot Sims.

## Tracce
1. Bob's Boys (Hank Mobley) — 8:16
2. Just You, Just Me (Jesse Greer, Raymond Klages) — 9:35
3. Tenor Conclave (Hank Mobley) — 11:01
4. How Deep is the Ocean (Irving Berlin) — 15:03

## Musicisti
- Al Cohn, John Coltrane, Hank Mobley, Zoot Sims — sassofono tenore
- Red Garland — pianoforte
- Paul Chambers — contrabbasso
- Art Taylor — batteria